# 洪成南
洪成南（韓語：홍성남，1929年10月2日—2009年3月31日），出生于平安北道定州郡，科学技术专家。历任化学工业部长、重工业部部长及朝鲜总理。1973年9月任副总理兼国家计划委员会委員長，1980年10月当选朝鲜劳动党（第六届）中央委员会委员。1982年11月任平安南道党委责任书记（相当于省委书记），1986年12月当选劳动党政治局委員，1987年10月—1988年2月任政务院副总理兼国家计划委员会主席，副总理任至1997年2月。1997年2月－1998年8月任政务院代总理。1998年9月5日出任朝鲜内阁总理。2003年9月卸任。2003年9月总理卸任后任咸鏡南道党委责任书记。2009年3月31日因尿毒症引致心肌梗塞而病逝。